# C/2023 P1 (Нисимура)
C/2023 P1 (Нисимура) — долгопериодическая комета, открытая Хидео Нисимурой 12 августа 2023 года. При дуге наблюдения в семь месяцев орбитальный период кометы оценивается в 435 лет. Эксцентриситет орбиты равен 0.996, большая полуось (среднее расстояние от Солнца) составляет около 57 а.е.
Японский астроном-любитель Хидео Нисимура обнаружил комету на изображениях, полученных им с помощью камеры Canon EOS 6D, 12 августа 2023 года, когда комета находилась на расстоянии 1,0 а.е. от Солнца. Он также нашел её на изображениях, которые сделал накануне вечером. Роберт Уэрик обнаружил эту комету на изображениях от 19, 24 и 25 января 2023 года, полученных с помощью PanSTARRS. Это позволило расширить дугу наблюдения до семи месяцев. На ранних изображениях комета предстала как звездный объект с видимой величиной около 22. Комета на момент открытия располагалась на утреннем небе, приближалась к Солнцу и с апреля 2023 года находилась на расстоянии менее 50 градусов от Солнца. Её видимая величина оценивалась примерно в 10–11. Яркость кометы быстро возрастала, и к 27 августа ее видимая звездная величина оценивалась в 7,3, а диаметр комы – в 5 угловых минут, при этом на фотографиях виден тонкий ионный хвост длиной 1,5–2 градуса.
В первые дни сентября до восхода Солнца комета может быть достаточно яркой, чтобы наблюдать её в бинокль. 12 сентября 2023 года комета пройдет на расстоянии 0,84 а.е. (126 млн км) от Земли, но будет находиться всего в 15 градусах от Солнца.  Затем, через 5 дней, 17 сентября 2023 года, комета достигнет перигелия на расстоянии 0,22 а.е. от Солнца. Комета ненадолго появится на вечернем небе в середине сентября, находясь в 5 градусах над горизонтом через 30 минут после захода солнца. Несмотря на то, что комета может достигать видимой невооруженным глазом величины около +2, ее может быть трудно обнаружить в ярком сумеречном небе.
| Дата и время тесного сближения | Расстояние до Земли (а.е.) | Расстояние до Солнца (а.е.) | Скорость относительно Земли (км/с) | Скорость относительно Солнца (км/с) | Погрешность (3-sigma) | Элонгация |
| ------------------------------ | -------------------------- | --------------------------- | ---------------------------------- | ----------------------------------- | --------------------- | --------- |
| 12 сентября 2023 ≈09:20        | 0,838 а.е. (125,4 млн км)  | 0,292 а.е. (43,7 млн км)    | 107,0                              | 77,9                                | ± 500 км              | 14,9°     |

Комета C/2023 P1 (Нисимура) в августе 2023 года пересекала орбиту Земли в точке, в которой сама Земля окажется в конце ноября. Следовательно, эта комета может быть связана с метеорным потоком Сигма Гидриды, который активен с 22 ноября по 18 января (с максимумом около 30 ноября).